# Melbourne Spurr

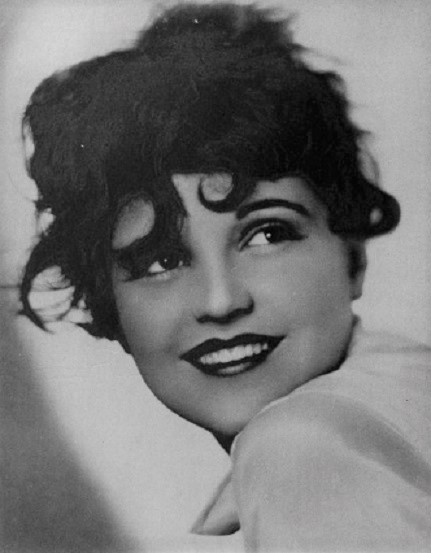
Sue Carol

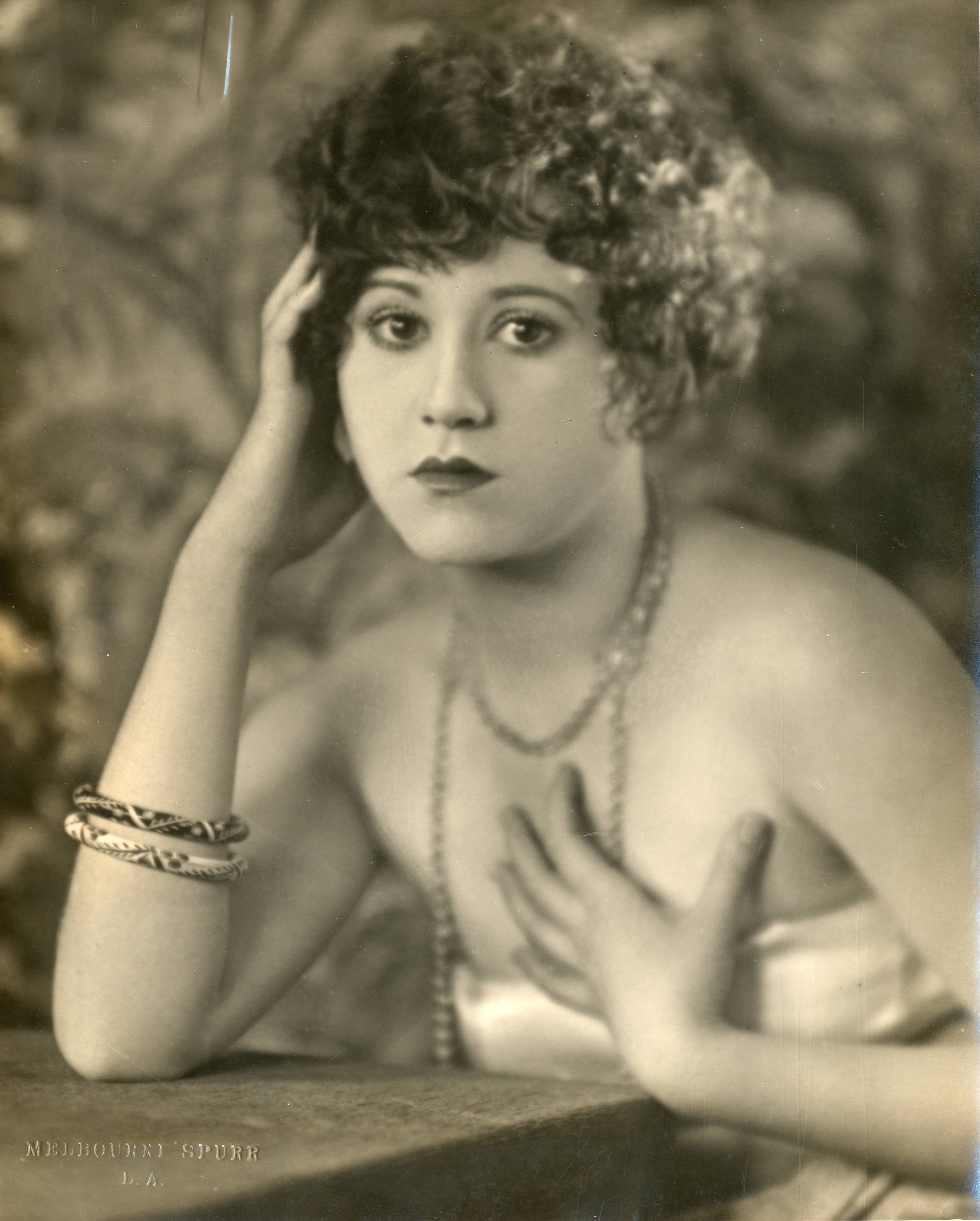
Alberta Vaughn

Melbourne Spurr (22. prosince 1888, Decorah, Iowa – 3. října 1964, Los Angeles, Kalifornie) byl americký neslyšící fotograf filmových hvězd.

## Životopis

### Mládí
Narodil se již jako hluchý 22. prosince 1888 v Decorah, Iowa, svému otci Ervinu Willardu Spurrovi a matce Nettie Spurrové (roz. Stilesové), měl sestru Gladys Celeste Spurrovou a bratra Wilbura Shimera Spurra. Jeho otec byl slavný fotograf umělců a vědců , také majitel Studia One Man ve Waterloo v hrabství Black Hawk.
V roce 1910 začala jeho vlastní kariéra fotografa se svým otcem, než se přestěhoval do Chicaga: otevřel si tam svůj první ateliér.

### Kariéra
V roce 1916 přijel Melbourne Spurr do Hollywoodu a netajil se svým snem, být hercem. Žádný režisér s ním však nechtěl pracovat se zdůvodněním, že komunikace s neslyšícím hercem je složitá.
Díky svému otci pracoval mladík po boku renomovaného fotografa Freda Hartsooka, jehož posláním bylo produkovat portréty nových celebrit. Jeho první snímky představují mladého komika jménem Charlie Chaplin. Jednoho dne vyfotografoval herečku Mary Pickfordovou ve studiu Hartsook a ta, ohromena jeho prací, se rozhodla, že mu pomůže zahájit kariéru portrétního fotografa v Hollywoodu. V polovině 20. let 20. století byl považován za jednoho z předních světových portrétistů celebrit. Mezi jeho často fotografované patřili například: Vilma Banky, John Barrymore, Hobart Bosworth, Fanny Brice, Betty Compson, Marion Davies, William DeMille, Douglas Fairbanks, Pauline Frederick, Buster Keaton, Jacqueline Logan, June Marlowe, Alla Nazimova, Pola Shearmadge , Norma Shearerová, Alice Terry, Bryant Washburn a mnoho dalších.
Podle údajů jeho rodiny existuje jeho fotografie v kostýmu, která dokazuje, že se účastnil natáčení filmu Dr. Jekyll a pan Hyde s Johnem Robertsonem, ale na obrazovce se neobjevil.
Na konci dvacátých let, kdy celebrity vlastnily své vlastní fotografy, odmítl pracovat pro velká studia v Hollywoodu. : pokračoval ve fotografování spisovatelů, umělců a politiků. Jeho jméno postupně potemnělo, jak osobnosti němého filmu upadaly v zapomnění.

### Soukromý život
Melbourne Spurr se oženil s Kathryn Harrisovou v Hollywoodu, předtím, než ji opustil kvůli maďarské herečce narozené v Německu Leně Malenové, a, o tři roky později, jeho manželka pak požádala o rozvod.
Zemřel 3. října 1964 v 75. letech v Los Angeles v Kalifornii, kde je pohřben na hřbitově Hollywood Forever Cemetery.

## Galerie

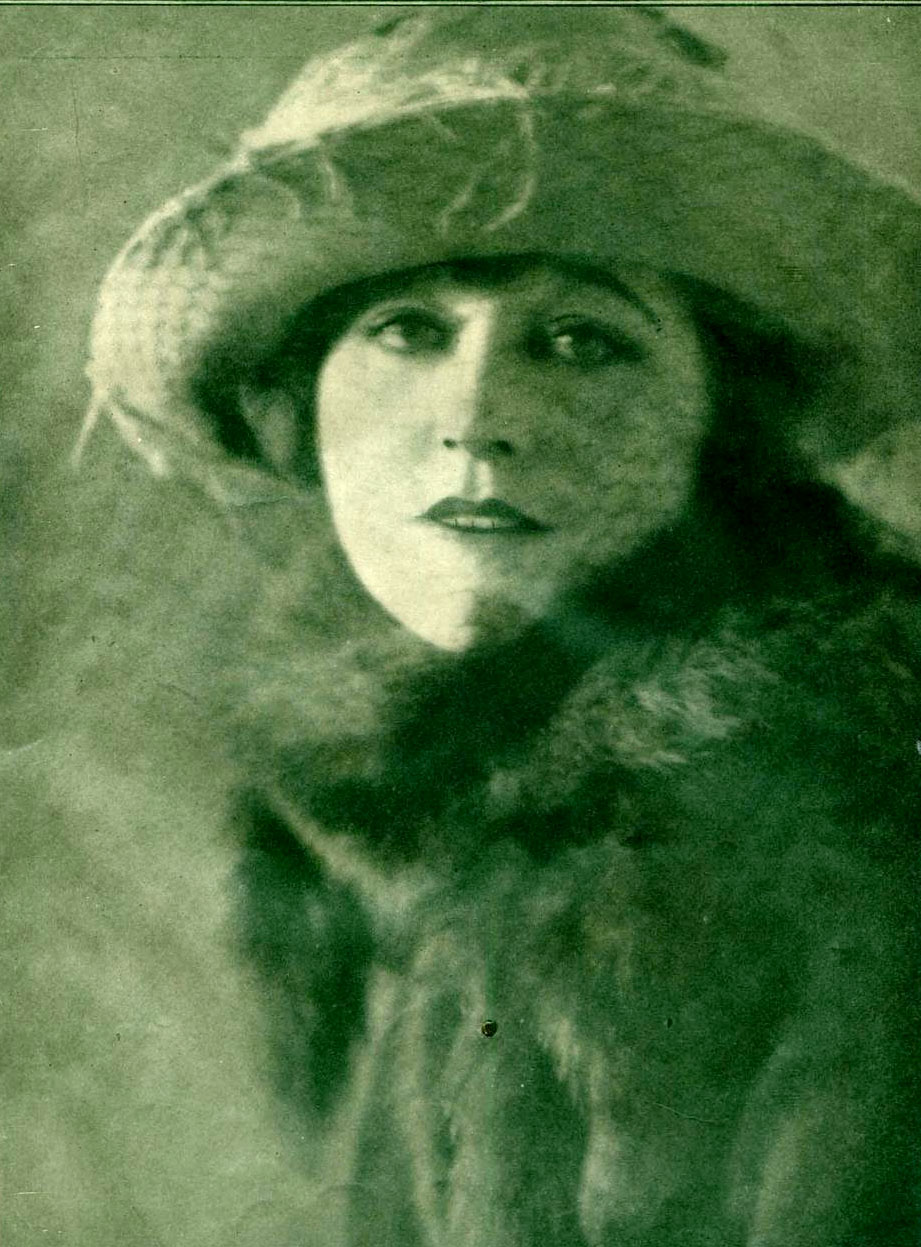
Ethel Claytonová, 1922
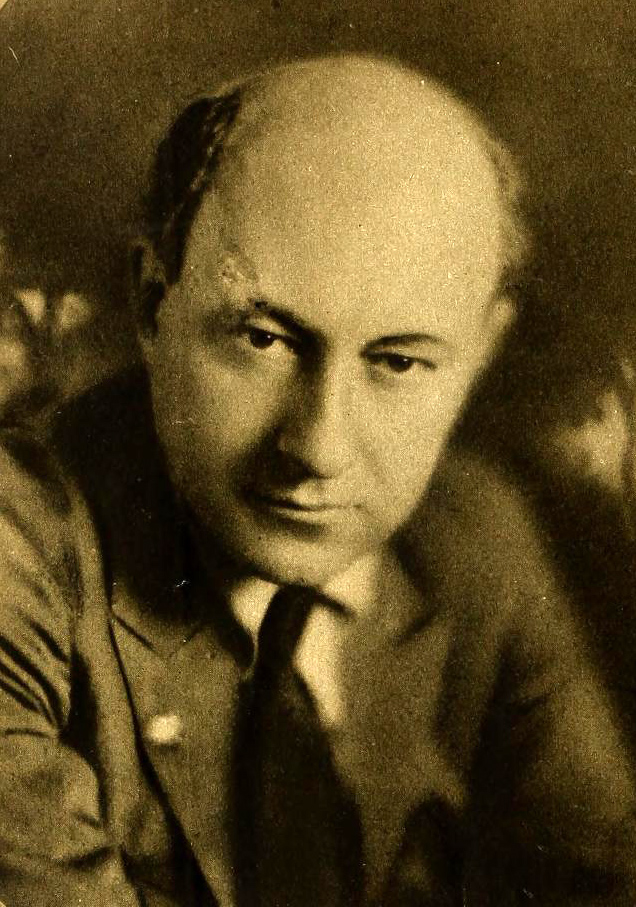
Cecil B. DeMille, 1922
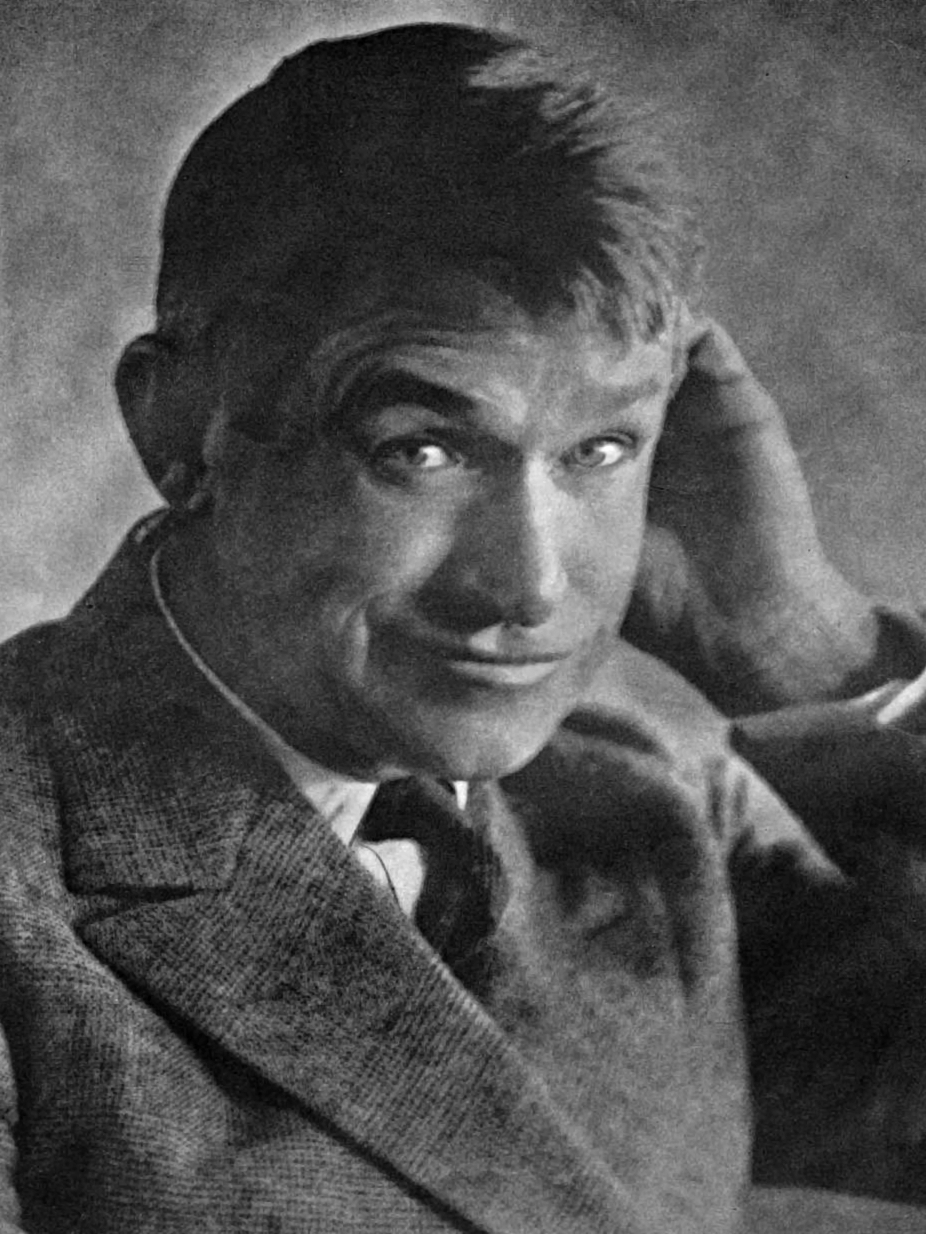
Will Rogers, 1922
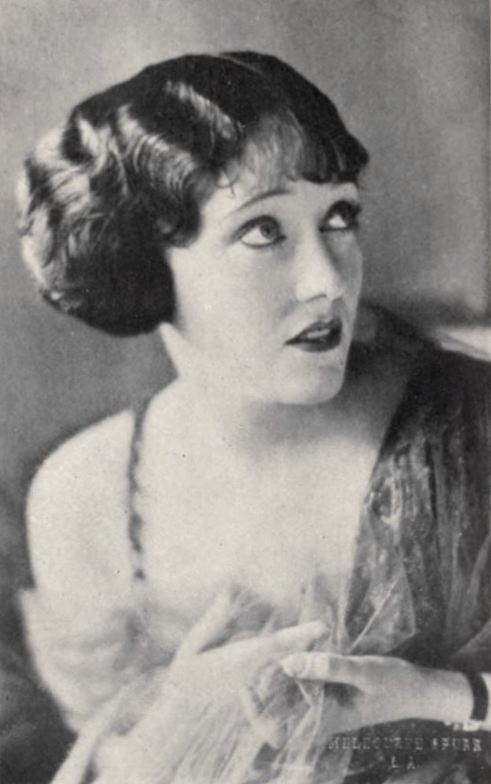
Gloria Swansonová, 1922
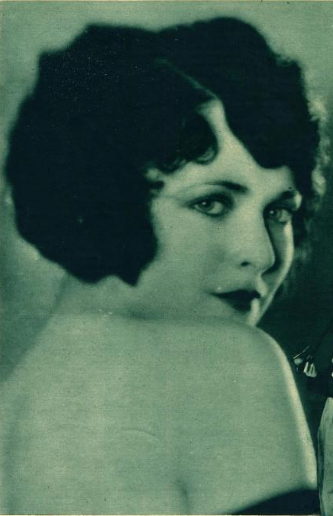
Jacqueline Loganová, 1923
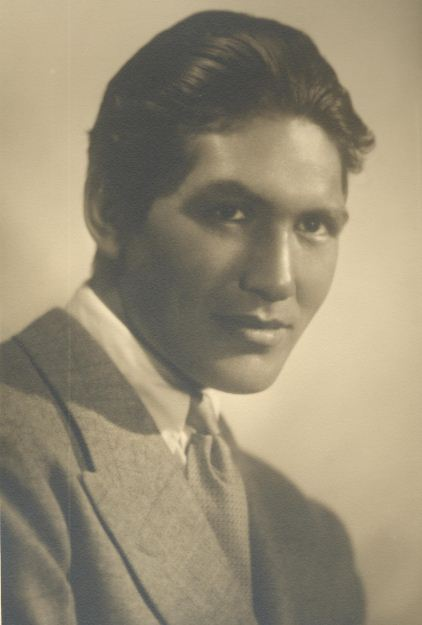
Ray Mala, 1923
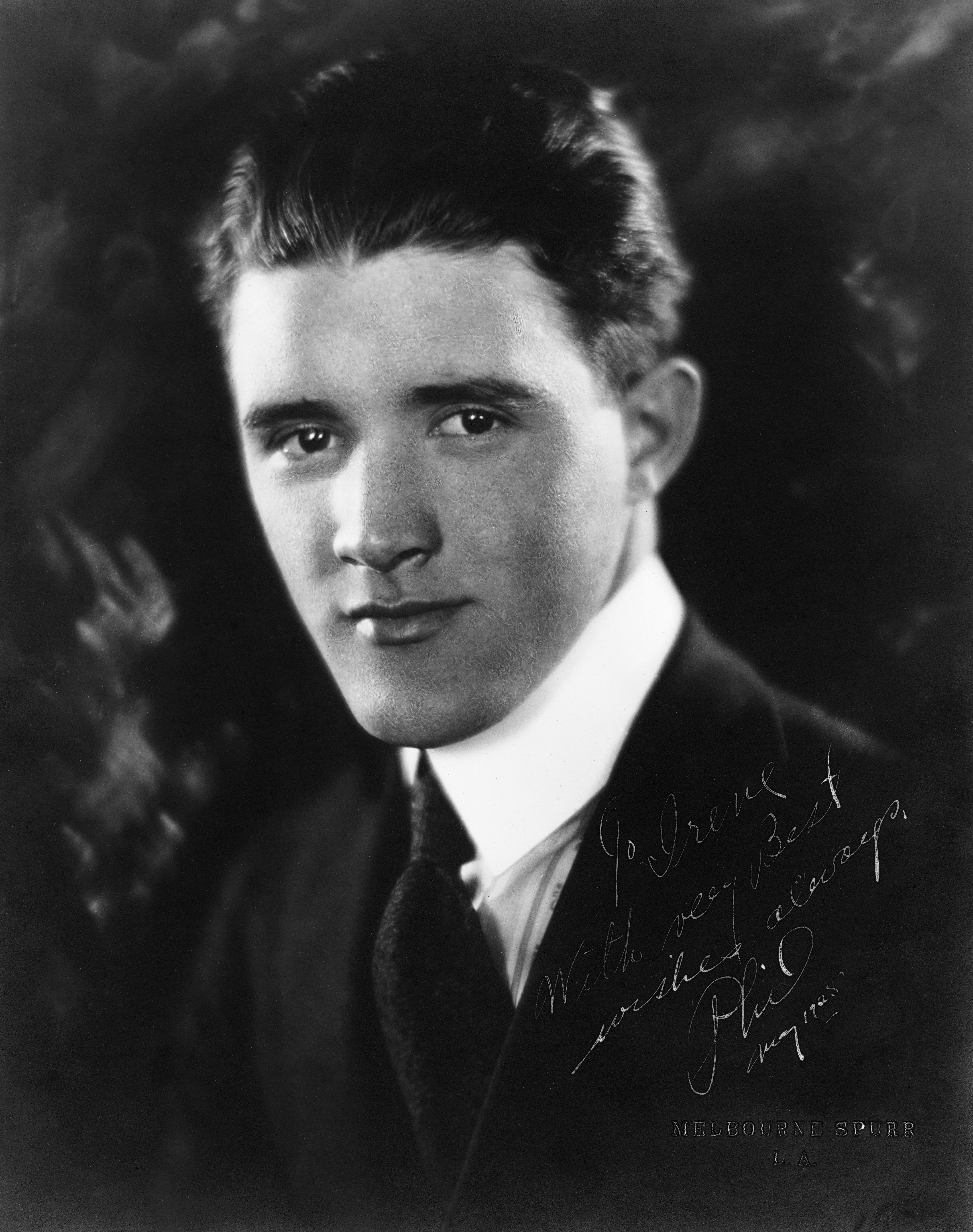
Philip Ford, 1925
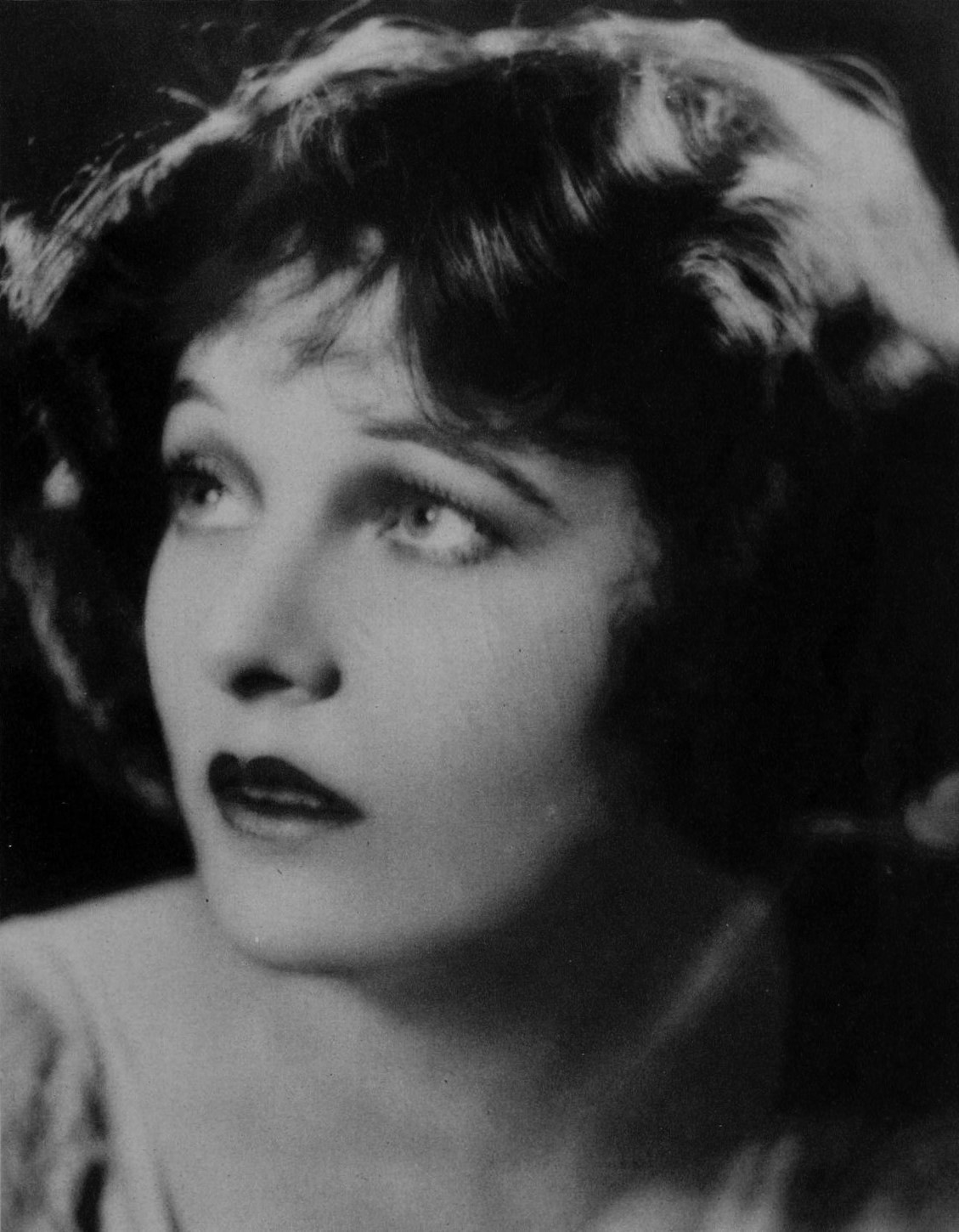
Corinne Griffithová, 1928

## Filmografie
jako fotograf zákulisí a scén
- 1922: Monte Cristo od Emmetta J. Flynna
- 1923: The Song of Love od Chestera M. Franklina a Frances Marionové
- 1926: Kiki Clarence Browna
- 1926: Don Juan od Alana Croslanda
- 1926: The Duchess of Buffalo od Sidneyho Franklina
- 1926: Frigo na mašině od Clyda Bruckmana a Bustera Keatona
- 1927: The Beloved Rogue od Alana Croslanda
- 1928: Kameraman Edwarda Sedgwicka a Bustera Keatona
- 1928: The Woman Disputed od Henryho Kinga a Sama Taylora
- 1937: A Star Is Born, William A. Wellman